# For Life (EP)
For Life là mini-album thứ năm của nhóm nhạc nam Hàn Quốc EXO, được phát hành vào ngày 19 tháng 12 năm 2016 bởi SM Entertainment. Album bao gồm năm bài hát, bao gồm đĩa đơn cùng tên.

## Bối cảnh và phát hành
Vào ngày 30 tháng 11 năm 2016, EXO được xác nhận là sẽ phát hành mini-album thứ năm và cũng là album mùa đông thứ ba của nhóm, sau Miracles in December (2013) và Sing for You (2015). Vào ngày 13 tháng 12, tiêu đề của album được công bố là For Life. Album và video âm nhạc của bài hát chủ đề, có sự xuất hiện của nữ diễn viên Nhật Bản Nanami Sakuraba cùng với ba thành viên EXO Kai, Suho và Chanyeol, được phát hành vào ngày 19 tháng 12. Thay vì được phát hành thành hai phiên bản như các album trước của EXO, For Life chỉ có một phiên bản bao gồm cả phiên bản tiếng Hàn và tiếng Trung của các bài hát. Lợi nhuận từ album được quyên góp cho mục đích từ thiện.

## Sự đón nhận
Trong tuần đầy tiên kể từ ngày phát hành, For Life bán được trên 300.000 và trở thành album có doanh số tuần đầu tiên cao thứ hai của EXO. Album xuất hiện lần đầu tiên ở vị trí thứ nhất trên bảng xếp hạng album của Gaon và là album bán chạy thứ ba năm 2016 tại Hàn Quốc.
Album ra mắt ở vị trí số một trên bảng xếp hạng album Gaon của Hàn Quốc.  For Life  trở thành album bán chạy thứ ba trong bảng xếp hạng Gaon năm 2016 với 444.887 bản được bán.

## Danh sách bài hát
| For Life – Phiên bản Hàn | For Life – Phiên bản Hàn                                            | For Life – Phiên bản Hàn     | For Life – Phiên bản Hàn                                                                | For Life – Phiên bản Hàn |
| STT                      | Nhan đề                                                             | Phổ lời                      | Phổ nhạc                                                                                | Thời lượng               |
| ------------------------ | ------------------------------------------------------------------- | ---------------------------- | --------------------------------------------------------------------------------------- | ------------------------ |
| 1.                       | "For Life"                                                          | Kenzie                       | Kenzie, Matthew Tishler, Aaron Benward                                                  | 3:58                     |
| 2.                       | "Falling for You"                                                   | Seo Ji-eum                   | DOM, Richard Garcia, Andreas Stone Johansson, Allison Kaplan                            | 3:24                     |
| 3.                       | "What I Want for Christmas" (trình bày: Suho, Baekhyun, Chen, D.O.) | JQ, Seolim (Makeumine Works) | BUM, Chek Parren, J.Lewis, Sidnie Tipton                                                | 3:22                     |
| 4.                       | "Twenty Four" (trình bày: Xiumin, Chanyeol, Kai, Sehun)             | Lee Yoo-jin                  | Joseph "Joe Millionaire" Foster, Tay Jasper, Leven Kali, Otha "Vakseen" Davis III, MZMC | 3:40                     |
| 5.                       | "Winter Heat"                                                       | Kim Min-ji                   | Andreas Öberg, Maria Marcus, Andrew Choi                                                | 3:35                     |
| Tổng thời lượng:         | Tổng thời lượng:                                                    | Tổng thời lượng:             | Tổng thời lượng:                                                                        | 17:59                    |

| For Life – Phiên bản trung | For Life – Phiên bản trung                                                           | For Life – Phiên bản trung                  | For Life – Phiên bản trung                                                              | For Life – Phiên bản trung |
| STT                        | Nhan đề                                                                              | Phổ lời                                     | Phổ nhạc                                                                                | Thời lượng                 |
| -------------------------- | ------------------------------------------------------------------------------------ | ------------------------------------------- | --------------------------------------------------------------------------------------- | -------------------------- |
| 1.                         | "For Life" (一生一事)                                                                | Kenzie, Xiaohan                             | Kenzie, Matthew Tishler, Aaron Benward                                                  | 3:58                       |
| 2.                         | "Falling for You" (亿万分之一的奇迹)                                                 | Seo Ji-eum, Yang Yao-cheng                  | Dominique Rodriguez, Richard Garcia, Andreas Stone Johansson, Allison Kaplan            | 3:24                       |
| 3.                         | "What I Want for Christmas" (再续冬季; trình bày: Lay (ca sĩ), Baekhyun, Chen, D.O.) | JQ, Seolim (Makeumine Works), Wang Jing-yun | BUM, Chek Parren, J.Lewis, Sidnie Tipton                                                | 3:22                       |
| 4.                         | "Twenty Four" (二十四小时; trình bày: Xiumin, Chanyeol, Kai, Sehun)                  | Lee Yoo-jin, Sun Yien                       | Joseph "Joe Millionaire" Foster, Tay Jasper, Leven Kali, Otha "Vakseen" Davis III, MZMC | 3:40                       |
| 5.                         | "Winter Heat" (暖冬)                                                                 | Kim Min-ji, Xiaohan                         | Andreas Öberg, Maria Marcus, Andrew Choi                                                | 3:35                       |
| Tổng thời lượng:           | Tổng thời lượng:                                                                     | Tổng thời lượng:                            | Tổng thời lượng:                                                                        | 17:59                      |

## Bảng xếp hạng
| Bảng xếp hạng (2016)        | Thứ hạng cao nhất |
| --------------------------- | ----------------- |
| Album Hàn Quốc (Gaon)       | 1                 |
| Album Nhật Bản (Oricon)     | 7                 |
| World Albums Mỹ (Billboard) | 9                 |

| Bảng xếp hạng (2016)                | Thứ hạng cao nhất |
| ----------------------------------- | ----------------- |
| Album Hàn Quốc (Gaon)               | 3                 |
| Album Trung Quốc (YinYueTai VChart) | 5                 |

## Doanh số
| Khu vực           | Doanh số |
| ----------------- | -------- |
| Hàn Quốc (Gaon)   | 442,592+ |
| Nhật Bản (Oricon) | 22,826+  |
| Trung Quốc        | 269,004+ |

## Giải thưởng và đề cử
| Năm  | Lễ trao giải                | Giải thưởng           | Đề cử    | Kết quả |
| ---- | --------------------------- | --------------------- | -------- | ------- |
| 2017 | 6th Gaon Chart Music Awards | Album Của Năm - Quý 4 | For Life | Đề cử   |

### Giải thưởng âm nhạc
| Bài hát    | Chương trình     | Ngày                 |
| ---------- | ---------------- | -------------------- |
| "For Life" | Music Bank (KBS) | 30 tháng 12 năm 2016 |

## Lịch sử phát hành
| Vùng     | Ngày                 | Định dạng | Nhãn hiệu                 |
| -------- | -------------------- | --------- | ------------------------- |
| Hàn Quốc | 19 tháng 12 năm 2016 | CD tải về | SM Entertainment KT Music |
| Toàn cầu | 19 tháng 12 năm 2016 | Tải về    | SM Entertainment          |